# Schmalkaldischer Bundestag (1537)

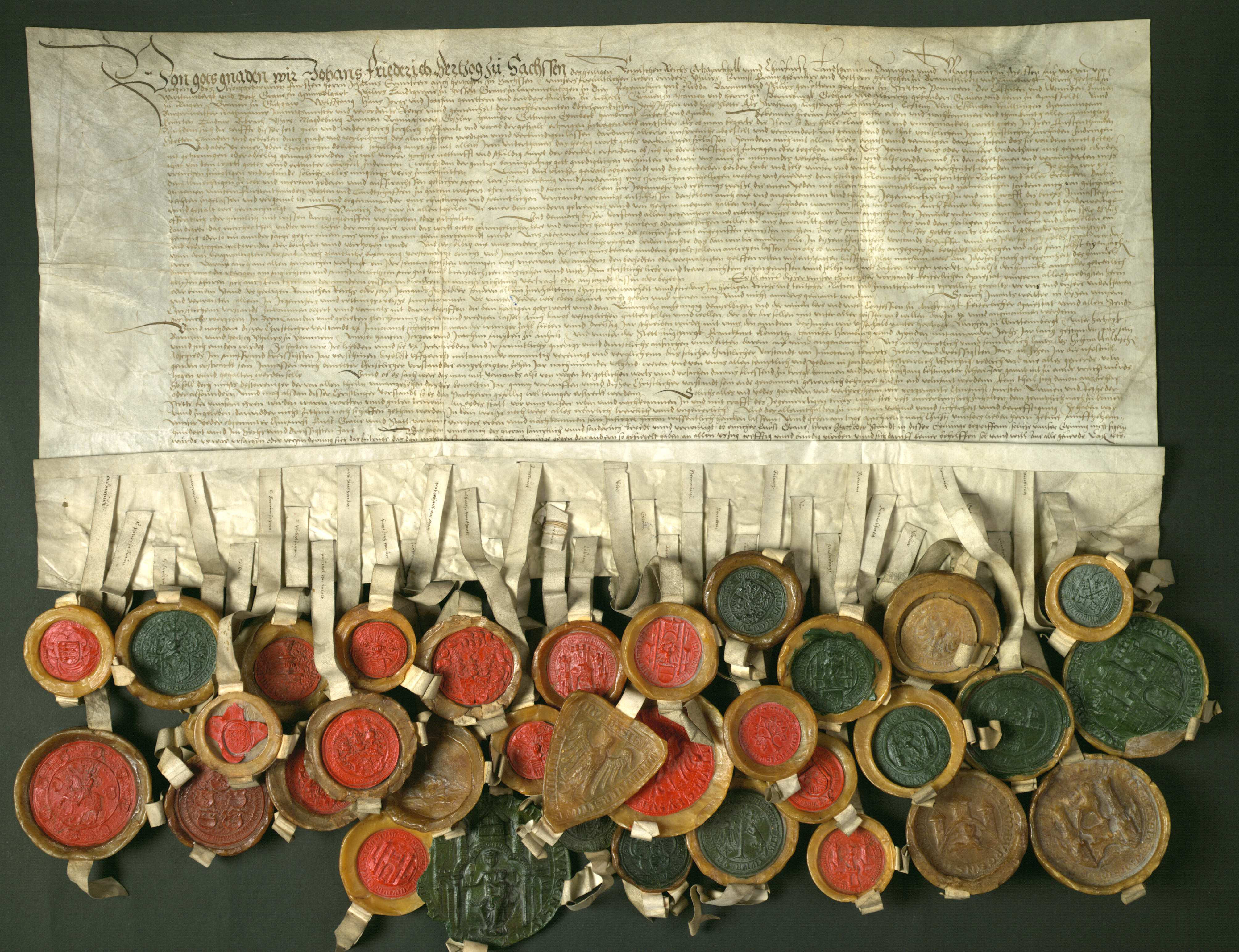
Die Mitglieder des Schmalkaldischen Bundes verlängern ihr Defensivbündnis um weitere zehn Jahre, 29. September 1536 (Hauptstaatsarchiv Weimar, Urkunde Nr. 1722)

Der Schmalkaldische Bundestag Anfang 1537 war die glanzvollste und historisch bedeutendste Zusammenkunft des Schmalkaldischen Bundes. Sie fand vom 10. Februar bis zum 6. März 1537 in Schmalkalden statt. Das protestantische Militärbündnis stand zu dieser Zeit auf dem Gipfel seiner Macht. Es war als Reaktion auf den Augsburger Reichstag 1530 gegründet worden, weil ein gewaltsames Vorgehen Kaiser Karls V. gegen die evangelischen Stände drohte. Dazu kam es aber nicht, weil Karl V. und sein Bruder König Ferdinand in den nächsten Jahren außenpolitisch gebunden waren. Der Kaiser machte den Evangelischen Zugeständnisse (Nürnberger Religionsfrieden 1532), welche die Konsolidierung der Reformation in den Territorien und Städten des Schmalkaldischen Bundes ermöglichten.
Der Schmalkaldische Bundestag 1537 ist gekennzeichnet durch Versuche Kursachsens, das Militärbündnis stärker auf die Reformation Wittenberger Prägung zu verpflichten. Dies wurde von Hessen und Straßburg abgelehnt. Der Auftritt des kaiserlichen Vizekanzlers Matthias Held auf dem Bundestag stärkte aber die Geschlossenheit der Bundesmitglieder gegen Papst und Kaiser.

## Vorgeschichte

### Päpstliche Einladung zum Konzil

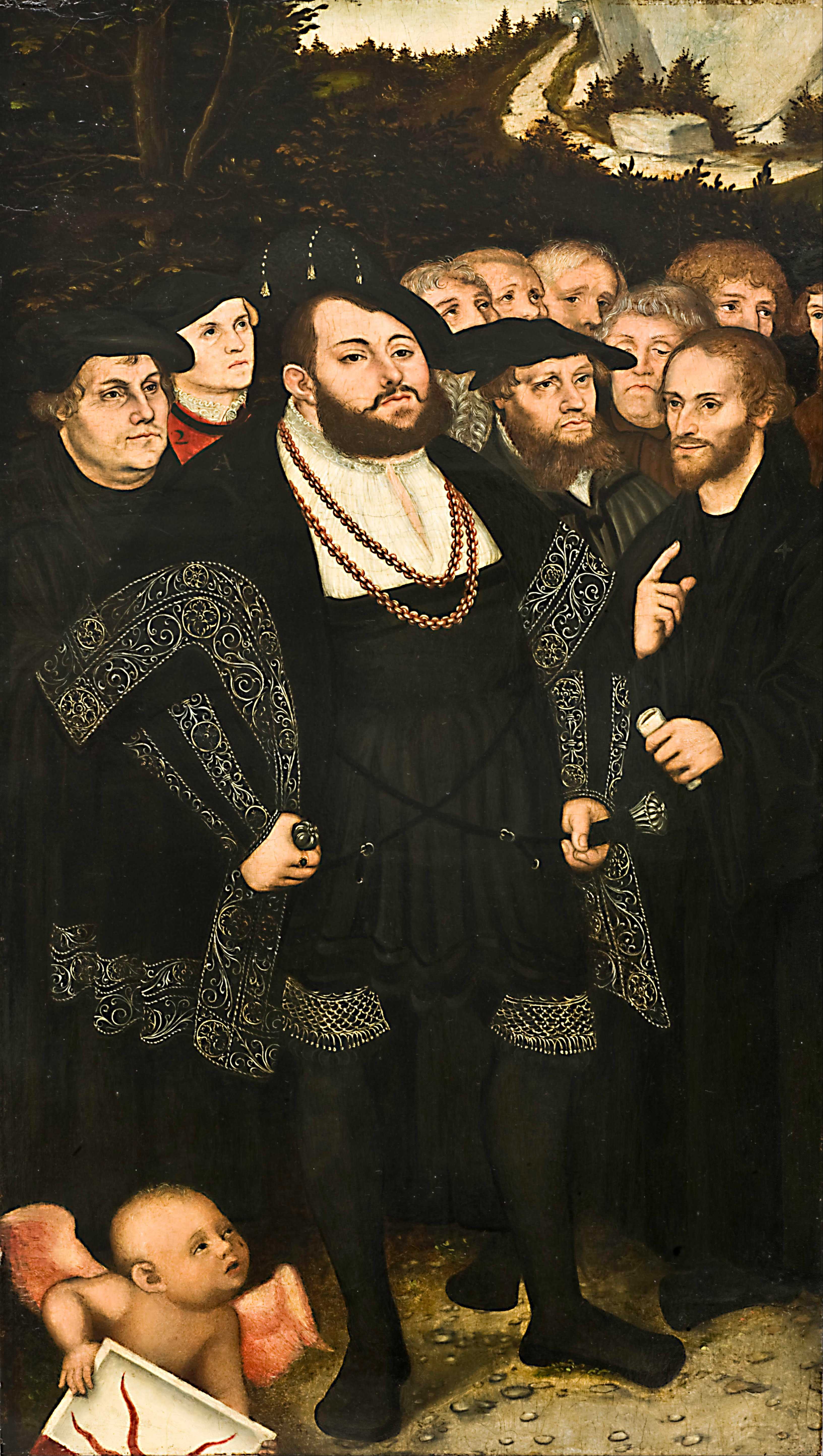
Johann Friedrich von Sachsen umgeben von seinen Theologen und Räten (Lucas Cranach der Jüngere um 1543, Toledo Museum of Art)

Als Papst Paul III. mit der Bulle Ad Dominici gregis curam vom 2. Juni 1536 für den Mai 1537 ein Konzil nach Mantua ausschrieb, wurde damit eine Forderung erfüllt, die die protestantischen Reichsstände seit Jahren erhoben hatten. Freilich war es nicht das von ihnen erhoffte „freie“ Konzil. Martin Luther äußerte ironisch, er werde als exkommunizierter Ketzer in Mantua „gahr willkommen sein und freundlich empfangen werden.“ Nein, er wolle nicht zum Konzil reisen. Sein Landesherr, Kurfürst Johann Friedrich von Sachsen, dachte ähnlich und beabsichtigte, eine Einladung zu ignorieren. Seine Hofjuristen warnten ihn aber: Kaiser Karl V. hatte als Vogt der Christenheit die Pflicht, etwaige Beschlüsse des Konzils zu exekutieren, und dagegen gab es keinen legitimen Widerstand. Wer nicht teilnahm, verzichtete von vornherein auf die Möglichkeit, die Konzilsbeschlüsse zu beeinflussen.
Der Kurfürst beauftragte die Wittenberger Theologen Martin Luther, Johannes Bugenhagen, Caspar Cruciger und Philipp Melanchthon sowie die Hofjuristen Hieronymus Schurff und Melchior Kling, ein Gutachten zu erstellen, ob die evangelische Seite an dem Konzil teilnehmen solle. Luther konnte krankheitsbedingt dazu keinen Beitrag leisten. Das Gutachten war politisch-diplomatisch geprägt und befürwortete unter bestimmten Bedingungen eine Teilnahme.
Johann Friedrich von Sachsen war damit nicht zufrieden und wünschte ein neues Gutachten, nur von den Wittenberger Theologen. Angenommen, das Konzil wäre „frei, christlich vnd vnvordechtigk“ – worüber sollten Parteigänger Luthers dort verhandeln? Weil wegen Melanchthons Abwesenheit zunächst nichts geschah, wandte sich der Kurfürst direkt an Luther. Er beauftragte ihn, die Artikel niederzuschreiben, die seine Lehre zusammenfassten.
Luther nannte die Artikel, in denen ein Konsens mit den Altgläubigen bestand, und die, bei denen in Verhandlungen ein Nachgeben möglich war. Der Schwerpunkt sind aber die Artikel, in denen Luther zufolge gar nichts verhandelbar war: Rechtfertigung sola fide, evangelische Messe und Ablehnung des Papsttums. Hier wurde Luther sehr deutlich: Der Papst sei der Antichrist, „der sich uber und wider Christum gesetzet und erhöhet, Weil er will die Christen nicht lassen selig sein on seine gewalt, welche doch nichts ist, von Gott nicht geordnet noch geboten.“ Luther zeigte damit, was er 1530 bei der Confessio Augustana vermisst hatte. Die Schmalkaldischen Artikel schillerten zwischen Luthers ganz persönlichen Überzeugungen und einem Glaubensbekenntnis, das für alle Evangelischen nachvollziehbar sein sollte; sie standen in einem Spannungsverhältnis zur Augustana. Als Konzilsvorlage war ein solcher Text kaum denkbar.
Der Kurfürst machte sich die Schmalkaldischen Artikel zu eigen und ließ das Dokument den Theologen in Kursachsen vorlegen. Auf diese Weise erhielten die Schmalkaldischen Artikel bereits vor dem Bundestag einige Unterschriften – Melanchthon unterschrieb aber nur mit einem Zusatz, in dem er sich von Luthers gänzlicher Ablehnung des Papstamts distanzierte.

### Konfliktfeld Reichskammergericht
Das Reichskammergericht in Speyer war auf dem Augsburger Reichstag 1530 zu einem Instrument kaiserlicher Religionspolitik umgeformt worden und seitdem ausschließlich mit altgläubigen Richtern besetzt. Im Nürnberger Religionsfrieden hatte der Kaiser aber zugestanden, dass Religionsprozesse ausgesetzt sein sollten, was für die protestantische Seite ein Erfolg war. Doch das Kammergericht setzte sich darüber hinweg. Es definierte Übergriffe protestantischer Obrigkeiten auf geistliche Institutionen (zum Beispiel die Aufhebung von Klöstern) nicht als Religionssache, sondern als Landfriedensbruch. Die protestantischen Stände wehrten sich dagegen durch die Rekusation: sie lehnten die Kammerrichter als befangen ab.
Für die evangelischen Reichs- und Hansestädte waren die Religionsprozesse vor dem Reichskammergericht ein wesentlicher Grund, um dem Schmalkaldischen Bund beizutreten. Sie drängten in den 1530er Jahren geradezu hinein, um sich in den Schutz des Bündnisses zu stellen. Denn sollte das Gericht im ungünstigsten Fall die Reichsacht über ein Mitglied verhängen, trat für die Schmalkaldener der Bündnisfall ein.
Das aktuelle Beispiel war Anfang 1537 das Vorgehen des Augsburger Rats, der Januar 1537 Maßnahmen ergriffen hatte, um in der ganzen Stadt die evangelische Konfession durchzusetzen. Die Messe wurde abgeschafft, alle Kirchen den Evangelischen übergeben und die Geistlichen vor die Wahl gestellt, sich anzupassen oder Augsburg zu verlassen. Dazu wünschte (und erhielt) Augsburg das Versprechen von „Rath, hilff und beistand“ seitens des Schmalkaldischen Bundes.

## Einladung nach Schmalkalden
In der zweiten Jahreshälfte 1536 spitzte sich die außenpolitische Situation des Reiches zu, ein erneuter Krieg des Kaisers mit Frankreich schien unausweichlich. Obwohl Ruhe und Frieden innerhalb des Reichs aus habsburgischer Sicht sehr wünschenswert sein mussten, war keine Pause in den Religionsprozessen am Reichskammergericht erkennbar. Ende September 1536 planten die beiden Hauptleute des Schmalkaldischen Bundes, Kurfürst Johann Friedrich von Sachsen und Landgraf Philipp von Hessen, wegen der gestiegenen Kriegsgefahr Söldnerführer unter Vertrag zu nehmen. Aber die Städte, vor allem Straßburg, waren nicht überzeugt. Sie baten darum, den für Ende 1536 geplanten Schmalkaldischen Bundestag, der sich mit der Konzilseinladung befassen sollte, ins nächste Jahr zu verschieben. In der Zwischenzeit wollten sie selbst Informationen über die politische Lage einziehen. Kurfürst und Landgraf stimmten zu. Vor Weihnachten trafen sich beide in Eisenach, um das gemeinsamen Vorgehen auf dem anstehenden Bundestag abzusprechen. Wahrscheinlich handelten beide dabei einen Formelkompromiss aus, der die zukünftige Aufnahme neuer Mitglieder betraf. Bisher reichte es, wenn sie erklärten, das „heilige Evangelium angenommen“ zu haben; der Kurfürst brachte einen Entwurf mit, der die Neumitglieder auf die Confessio Augustana und die von Melanchthon verfasste Apologie verpflichtete. Der Landgraf sorgte dafür, dass der Hinweis auf die Apologie gestrichen wurde und nur von „unser Confession zu Augsburg“ die Rede war; das ließ sich auf die Confessio Augustana, aber ebenso auf die Confessio Tetrapolitana der oberdeutschen Städte beziehen.
Ende Dezember 1536 wurden alle evangelischen Obrigkeiten, ob Mitglieder des Bundes oder nicht, auf den 7. Februar 1537 nach Schmalkalden eingeladen, um das Verhalten angesichts der Konzilsausschreibung miteinander abzustimmen.

## Schauplatz Schmalkalden

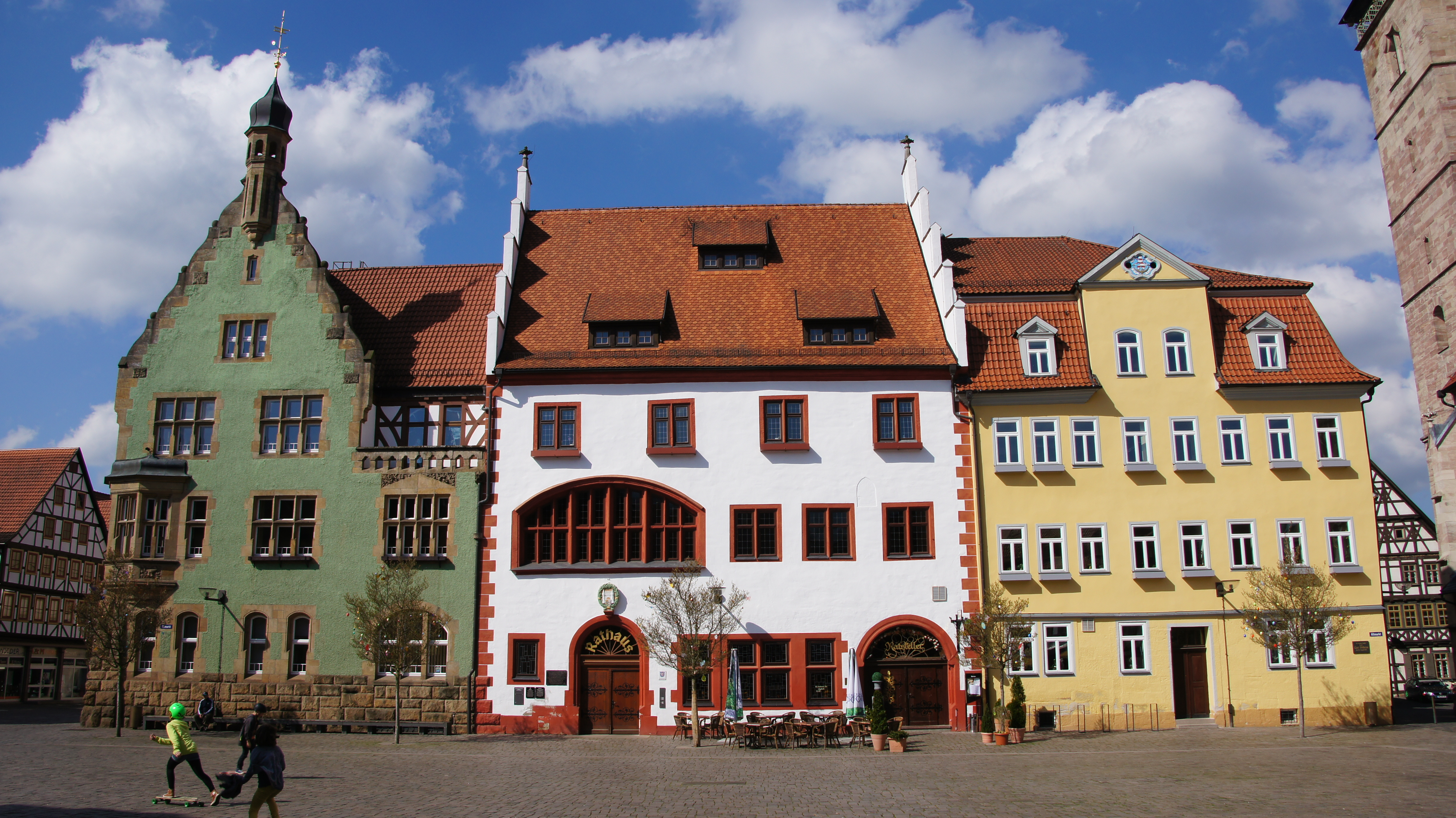
Rathaus von Schmalkalden. Der mittlere Gebäudeteil, eine steinerne Kemenate, war 1537 Ort der Sitzungen

Die Stadt Schmalkalden hatte 1537 rund 4500 Einwohner. Die Bevölkerung lebte im 16. Jahrhundert von der Kleineisenindustrie. In einem Bericht hessischer Beamter an den Landgrafen hieß es 1570, es gebe fast 300 Schmieden, die Bohrer, Ahlen, Klingen, Pfannen, Kannen usw. produzierten, „von denen wird die ganze statt erhalten, und der furmann, acker- und bauermann, … und was mehr von handwerck in der statt, hat seine nahrung von denselben.“ Eine Besonderheit der Herrschaft Schmalkalden war, dass sie eine Exklave der Landgrafschaft Hessen bildete, aber als Kondominium auch den Grafen von Henneberg unterstand.
Die Aufnahme der zahlreichen Delegationen stellte eine logistische Herausforderung dar. Philipp von Hessen erklärte, dass Schmalkalden „entlegen“ von den anderen hessischen Ämtern sei und er daher die Vorbereitungen des Bundestages nicht leisten könne. Damit fiel diese Aufgabe dem anderen Bundeshauptmann zu. Johann Friedrich von Sachsen forderte seine Standesgenossen auf, auf Prachtentfaltung, wie bei Reichstagen üblich, in Schmalkalden zu verzichten. Er schickte seinen Amtmann auf der Wartburg, Eberhard von der Thann, nach Schmalkalden, um sich mit dem Stadtrat und den hessischen Räten abzustimmen. Thann solle dafür sorgen, dass während des Bundestags in Schmalkalden zweimal wöchentlich ein „freyer Markt“ abgehalten werde, der in den thüringisch-kursächsischen Ämtern ausgeschrieben werden sollte. Alle sächsischen Amtleute wurden aufgefordert, Schmalkalden mit Lebensmitteln zu beliefern. Um noch eine Reserve für Notfälle zu haben, sollte Thann die Lebensmittelvorräte der Klöster inspizieren. Die Planung zahlte sich aus: 1537 gab es keinen Engpass bei den Lebensmitteln – das war nicht bei allen Schmalkaldischen Bundestagen so.

## Anreise

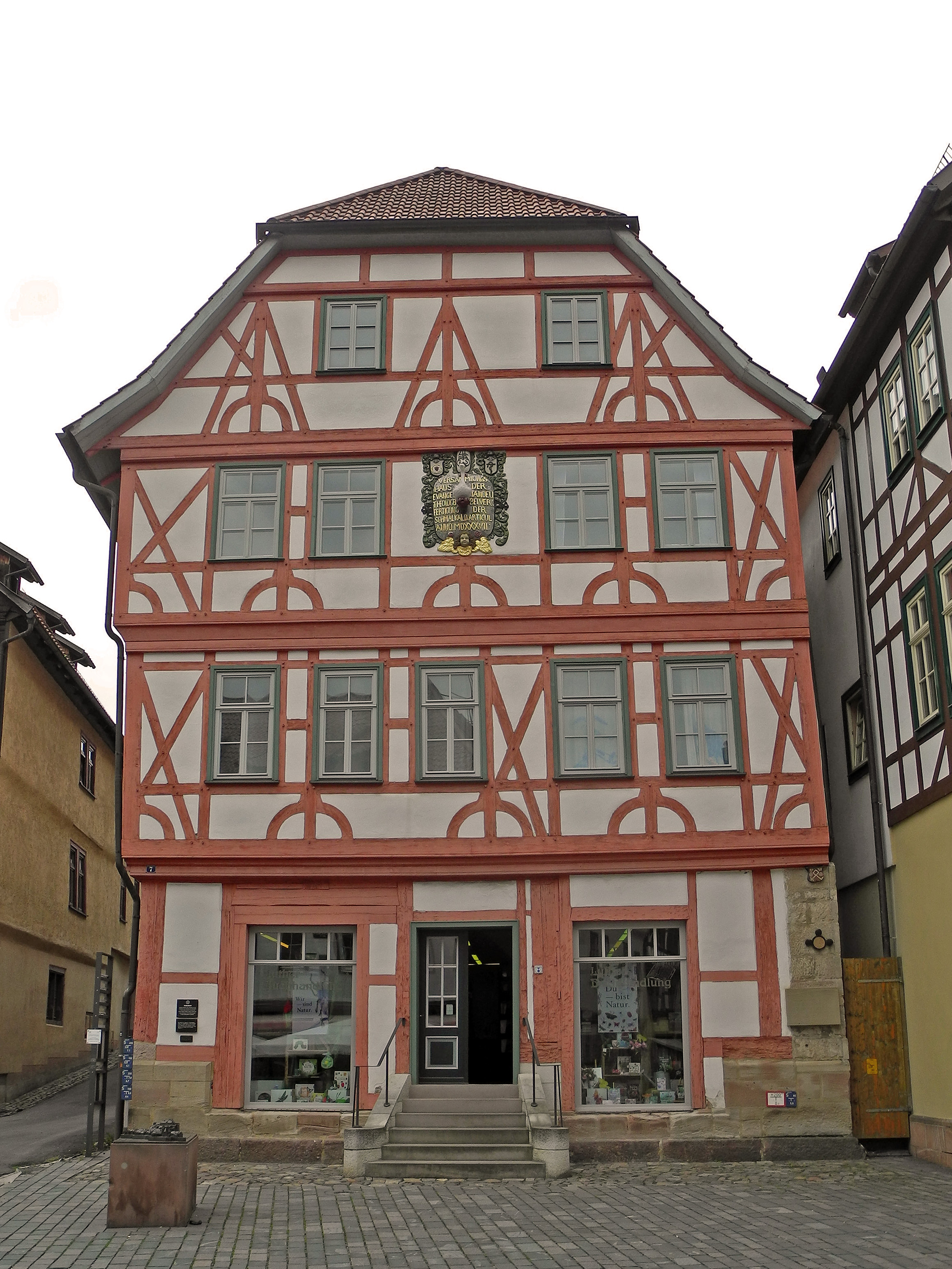
Haus des hessischen Rentmeisters Balthasar Wilhelm

Verglichen mit einem Reichstag, war die Beschickung eines Schmalkaldischen Bundestags wenig aufwändig. Die Delegationen bestanden aus zwei bis vier Personen mit etwa ebenso vielen Bediensteten im Tross. So reisten sie relativ unerkannt und ungefährdet. Es war üblich, pünktlich einzutreffen. Denn das symbolträchtige frühe Zur-Stelle-Sein bei Reichstagen, um Verhandlungsbereitschaft zu signalisieren, und das Pendant, das verspätete Kommen, welches ein mehr oder weniger großes Desinteresse ausdrückte, entfielen hier. Wenn sich Delegationen bei schmalkaldischen Bundestagen verspäteten, so nur um wenige Tage und infolge weiter Anreise. 1537 kam die Hamburger Gruppe etwas später an, offenbar weil sie erstmals nach Schmalkalden reiste. Die kursächsische Delegation, zu der Luther, Melanchthon und Bugenhagen gehörten, verließ Torgau am 30. Januar und erreichte Schmalkalden eine Woche später. Luther bezog Quartier im Haus des hessischen Rentmeisters Balthasar Wilhelm, wo er einen großen, ungeheizten Raum im zweiten Stock bewohnte.
Der kurfürstliche Aufruf, in Schmalkalden auf Prachtentfaltung zu verzichten, entspricht dem Gesamtbild Schmalkaldischer Bundestage. „Um die ‚Reputation‘ zu wahren, demonstrierte man im reichischen Handlungszusammenhang [= auf Reichstagen] Pracht und Prunk, im evangelischen aber Bescheidenheit.“ Allerdings bot der Einzug in die Stadt Gelegenheit zu fürstlicher Selbstdarstellung: Indem Philipp von Hessen und Ulrich von Württemberg 1537 gemeinsam in Schmalkalden einritten, setzten sie ein starkes Signal, dass sie sich gegenseitig unterstützen würden.

## Teilnehmer
Erschienen waren 1537 in Schmalkalden 18 Fürsten und 28 Städteboten; sie wurden von 42 Theologen beraten. Gesandte Dänemarks und Frankreichs waren nach Schmalkalden gereist, auch Kaiser und Papst hatten Beobachter entsandt.
Am Vorabend des Tagungsbeginns meldeten sich die Delegierten bei den Hauptleuten, die sie über das Programm informierten. Es herrschte eine Atmosphäre des Vertrauens. Schriftliche Beglaubigungen legten nur Neumitglieder vor.
Delegationen aus Kursachsen, Pommern, Braunschweig-Lüneburg-Celle, Anhalt-Bernburg, der Grafschaft Mansfeld, Hessen, Württemberg und Anhalt-Dessau nahmen am Schmalkaldener Bundestag Anfang 1537 teil; die jeweiligen Fürsten waren persönlich anwesend. Braunschweig-Lüneburg-Grubenhagen nahm ebenfalls mit einer eigenen Delegation teil, doch ließ sich der Herzog vertreten. Das hielt Philipp von Braunschweig-Grubenhagen bei allen folgenden Bundestagen genauso. Bei ihm vermutet Gabriele Haug-Moritz ebenso wie bei einigen Grafen, die den Bundestagen fernblieben, dass sie sich nicht von ihren mächtigeren Standesgenossen im Namen der Religion zu Zugeständnissen drängen lassen wollten, die der eigenen Libertät schadeten.
Die Städte waren beim Bundestag 1537 zahlreich vertreten. Bremen, Augsburg und Esslingen hatten sowohl Ratsmitglieder als auch städtische Bedienstete entsandt. Mitglieder des jeweiligen Stadtrats kamen aus Straßburg, Frankfurt, Ulm, Konstanz, Lindau und Kempten. Magdeburg, Hamburg, Braunschweig und Memmingen wurden durch städtische Bedienstete repräsentiert. Die Städte Goslar, Biberach, Reutlingen, Isny und Göttingen ließen sich vertreten, einige kleine niedersächsische Städte beschränkten sich auf eine schriftliche Stellungnahme. Außer diesen Mitgliedern des Bundes waren auch evangelische Obrigkeiten 1537 in Schmalkalden vertreten, die dem Bündnis nicht bzw. noch nicht angehörten. Sie sind hier so weit genannt, wie sie auf dem Bundestag aktiv wurden und keine reine Beobachterrolle einnahmen: Dänemark, Liegnitz, Brandenburg-Ansbach-Kulmbach, Lübeck (unsicher), Nürnberg, Schwäbisch Hall, Heilbronn (unsicher), Windsheim (unsicher), Nordhausen (unsicher), Soest, Minden und Breslau.

## Der kranke Luther

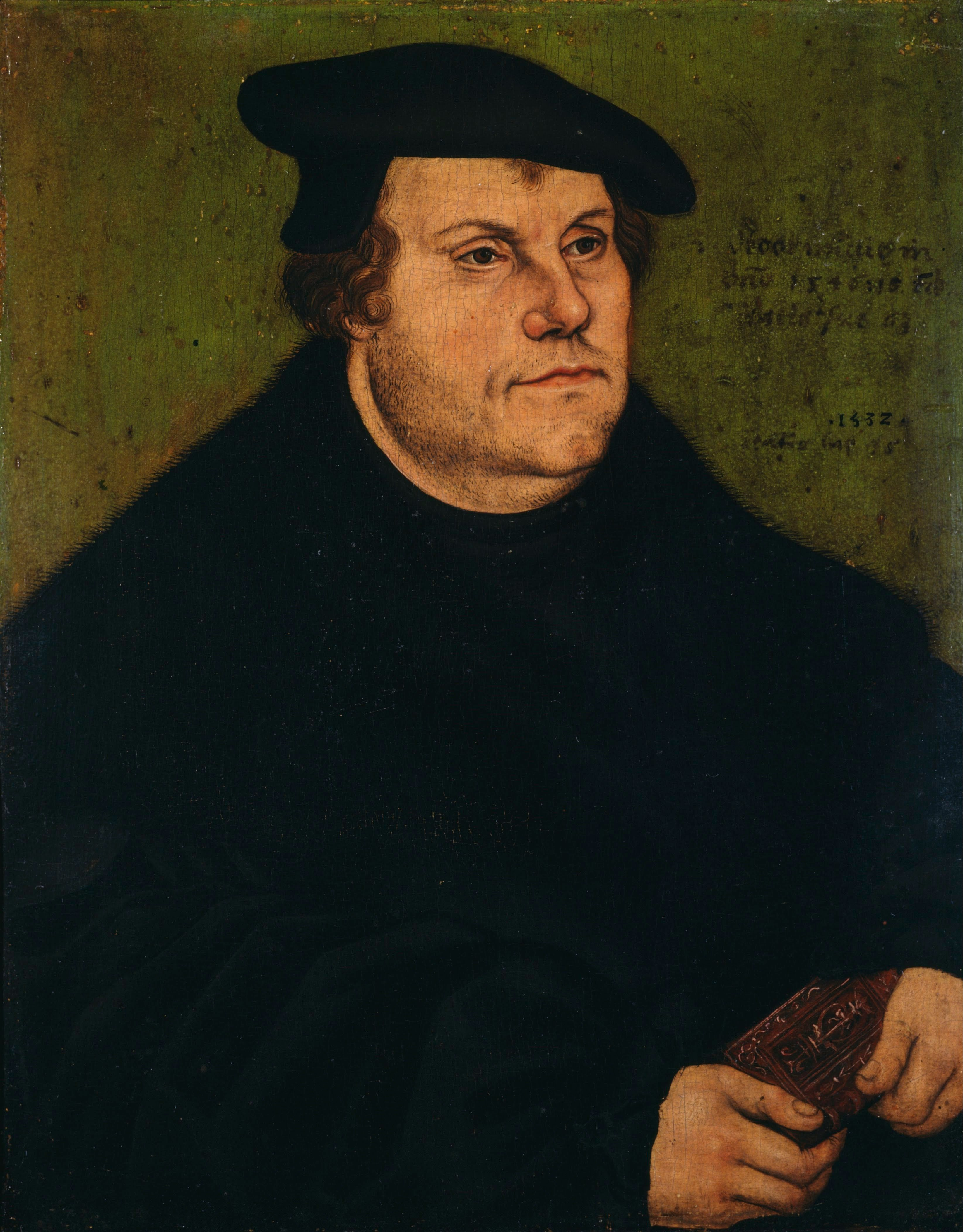
Martin Luther (Lucas Cranach der Ältere, Werkstatt, 1532, Gemäldegalerie Alte Meister, Dresden)

Luther predigte am 9. Februar in der Stadtkirche St. Georg. Danach verschlechterte sich sein Gesundheitszustand schnell. Am 11. Februar hielt er in seinem Quartier eine kleine Andacht über das Apostolikum, aber schon am folgenden Tag hatte er starke Schmerzen infolge seines Harnsteinleidens. Eine Fehlbehandlung des landgräflichen Leibarztes schwächte ihn zusätzlich. Ab dem 19. Februar war er so gebrechlich, dass mit seinem Tod gerechnet werden musste. Aber Luther wollte nicht im hessischen Ausland, sondern in Kursachsen sterben; so wurde ein Reisewagen für ihn vorbereitet. Die Abfahrt verzögerte sich, weil der astrologisch interessierte Melanchthon darauf bestand, eine günstige Mondphase für die Reise abzuwarten. Am 26. Februar setzte sich der Krankentransport dann ganz langsam in Bewegung. Der päpstliche Nuntius argwöhnte, Luthers Leichnam solle heimlich fortgebracht werden. Tatsächlich rettete dieser Krankentransport Luther das Leben, denn durch die Erschütterungen auf den schlechten Wegen löste sich die Harnverhaltung. Am 14. März kam er in Wittenberg an, wo er sich allmählich erholte.

## Arbeitsweise des Bundestages

### Hauptleute

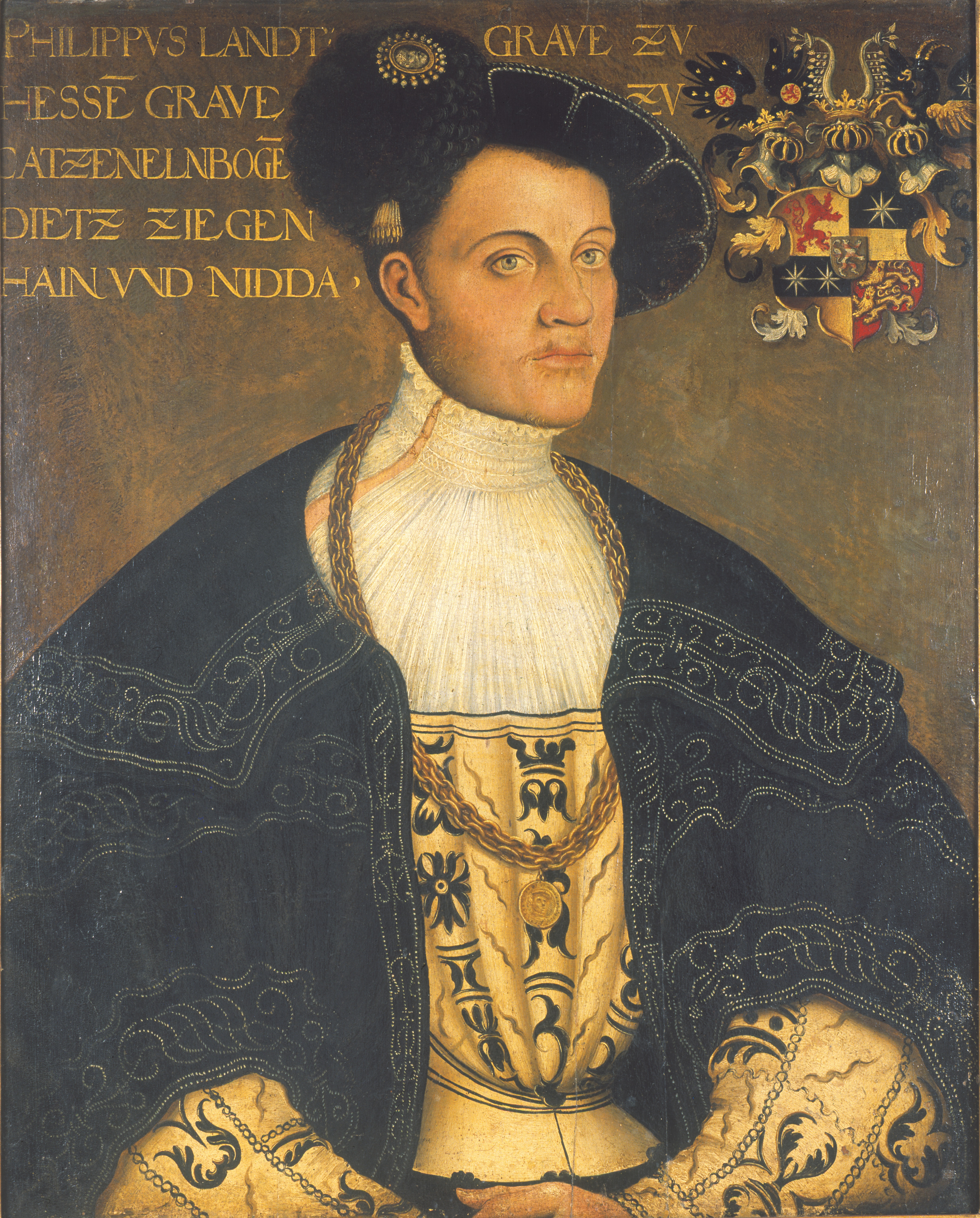
Philipp von Hessen (Hans Krell 1534, Wartburg-Stiftung)

Die beiden Hauptleute des Schmalkaldischen Bundes zeigten ebenso wie die Fürsten durch ihre persönliche Anwesenheit, dass die Versammlung für sie große Bedeutung hatte. Gleichzeitig wahrten sie Distanz. Sie ließen auf der Versammlung sprechen, traten aber nicht selbst dort auf. Die beiden Hauptleute befanden sich auf dem Bundestag in einer ähnlichen Situation wie der Kaiser auf einem Reichstag. Sie hatten wenig formalisierte Rechte. Daher blieben sie im Hintergrund. Die sächsischen und hessischen Räte verhandelten in ihrem Auftrag. Dann wurden sie selbst aktiv, um über das von den Räten Erreichte hinaus noch etwas mehr für die eigenen Interessen herauszuholen. Alle Bundesmitglieder waren nämlich darauf bedacht, eine gute Beziehung zu den Hauptleuten zu pflegen. Wenn diese ihnen Gelegenheit zu einem vertraulichen Gespräch boten, mussten sie den Wünschen von Kursachsen bzw. Hessen zumindest etwas entgegenkommen. Denn ein hartes Nein hätte die Ehre des Kurfürsten bzw. des Landgrafen verletzt, ihren Unwillen erregt, und das galt es zu vermeiden.

### Eröffnung (10. Februar 1537)

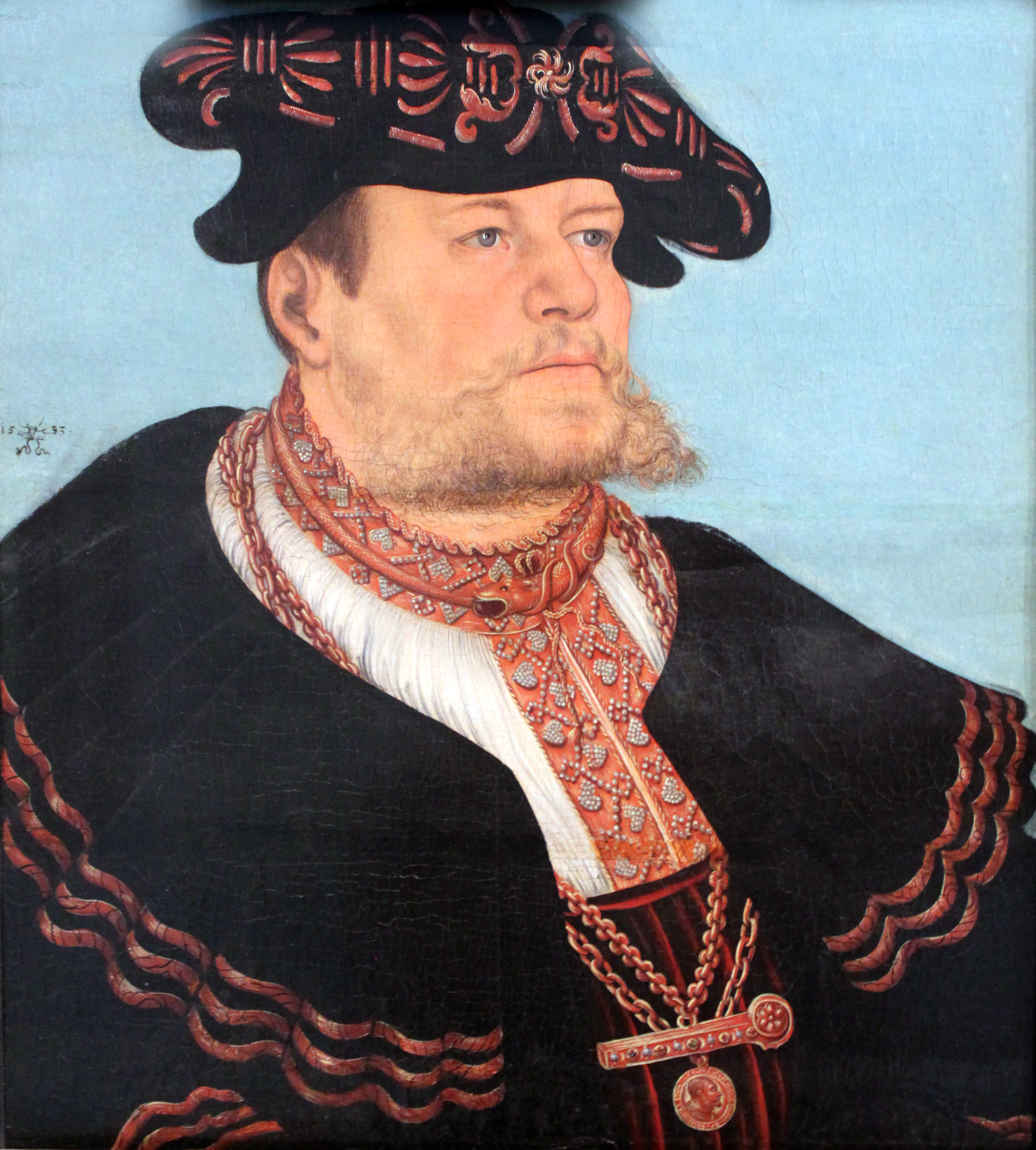
Gregor Brück, kursächsischer Kanzler (Lucas Cranach der Ältere 1533, Germanisches Nationalmuseum)

Am 10. Februar kamen Fürsten und Städteboten im Schmalkaldener Rathaus zusammen und nahmen ihren Platz auf einer der drei Bänke (Fürstenbank, sächsische und oberländische Städtebank) ein. Der kursächsische Kanzler Gregor Brück hielt die Eröffnungsrede, in der er die „lieben Herren und Freunde“ begrüßte und ihnen die Tagesordnung vorstellte, die noch umgestellt oder ergänzt werden konnte. Eine Besonderheit der Zusammenkunft 1537 war, dass die Reichsstädte miteinander vor Beginn des Bundestags über die Reichstürkenhilfe beraten hatten, zu der sie von König Ferdinand aufgefordert worden waren, und dieses Thema dann als zusätzlichen Tagesordnungspunkt vorschlugen. Generell wurde auf ein freundschaftliches Gesprächsklima Wert gelegt, in dem „Danken, Entschuldigen, Bitten und Wünschen“ den Ton angaben und ein hartes Vertreten des eigenen Interesses (Fordern und Begehren) die Ausnahme war.

### Ablauf der Verhandlungstage
Das dichte Programm eines Bundestags ließ wenig Raum für festliche Einladungen oder Trinkgelage. Die Beratungen begannen bei Tagesanbruch (zwischen 7 und 8 Uhr) und wurden durch eine zwei- bis dreistündige Mittagspause unterbrochen („Imbiss“). Dann wurden die Beratungen bis zum Einbruch der Dunkelheit fortgesetzt. Das Abendessen beendete den typischen Verhandlungstag. Besonders für die Städteboten war das Arbeitspensum groß, weil sie parallel zu den Beratungen, an denen sie teilnahmen, auch Berichte darüber an ihren Stadtrat verfassen mussten.

### Ausschüsse
Ähnlich wie bei Reichstagen waren es auch bei den schmalkaldischen Bundestagen die Ausschüsse, welche einen Großteil der Aufgaben erledigten. Im Unterschied zu ersteren waren Ausschüsse auf den Bundestagen von Fürsten und Städten stets paritätisch besetzt, die Städte damit in einer deutlich stärkeren Position als auf den Reichstagen. 1537 gab es vier Ausschüsse:
1. Alle protestantischen Delegationen stimmten in einem Ausschuss ein gemeinsames Vorgehen im Blick auf die Konzilsausschreibung ab.
2. Nur die Schmalkaldischen Bundesverwandten beschickten einen Ausschuss, der sich mit der Planung eines Präventivkriegs, mit der Aufforderung zur Reichstürkenhilfe durch König Ferdinand und mit der Unterstützung des Reichskammergerichts befasste.
3. Ein Ausschuss bearbeitete eingegangene Beschwerden.
4. Außerdem gab es einen Rechnungsausschuss.

1537 einigte man sich auf folgendes Verfahren in den Ausschüssen, das auf nachfolgenden Bundestagen ebenfalls zur Anwendung kam: Eingangs stellte der kursächsische Rat den Verhandlungspunkt vor. Dann gaben in täglichem Wechsel der Herzog von Pommern oder der Herzog von Württemberg ihr Votum dazu ab. Anschließend gab der hessische Rat seine Meinung zu Protokoll. Wenn die Städte an der Reihe waren, begann immer der Repräsentant Straßburgs, dann folgte die Gruppe der oberdeutschen Städte, dann die Gruppe der Hansestädte. Das letzte Votum stand wieder dem kursächsischen Rat zu. Er versuchte, das so ermittelte Meinungsbild zusammenzufassen. Ging das nicht, weil die Beiträge zu widersprüchlich waren, wurde das Verfahren wiederholt.

### Aufnahme neuer Mitglieder
Neu aufgenommen wurden im Lauf des Jahres 1537: Herzog Heinrich von Sachsen (zusammen mit seinem ältesten Sohn Moritz) und die Grafen Philipp von Nassau-Saarbrücken und Hans Heinrich von Schwarzburg-Arnstadt. Der sächsische Kurfürst warb seinen politisch unerfahrenen Vetter Heinrich von Sachsen für die Mitgliedschaft im Schmalkaldischen Bund und veranlasste ihn im Januar 1537, seine Beitrittsurkunde aufsetzen zu lassen und ihm zu übersenden. Nun mussten alle Bundesmitglieder der Aufnahme Heinrichs zustimmen, aber der Kurfürst stellte das als Formalität dar. Heinrich erwartete umgehend seine Aufnahme, aber es dauerte bis Mai 1537, bis alle zugestimmt hatten und ihm die Aufnahmeurkunde zugesandt wurde.

## Themen

### Reaktion auf die Konzilsausschreibung

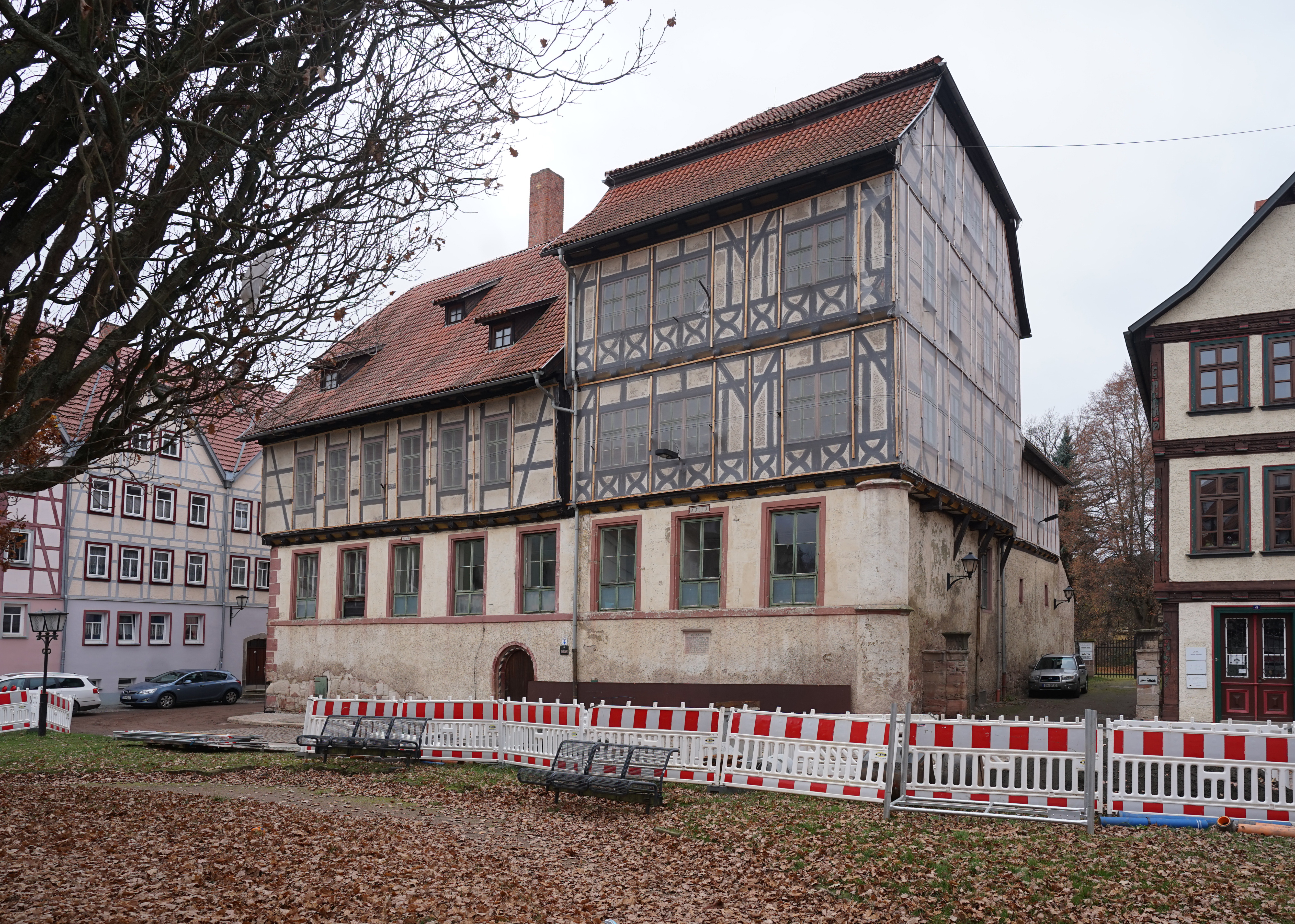
Der Hessenhof am Neumarkt, Tagungsort der Theologen

Am 11. Februar wurde der 24-köpfige Ausschuss konstituiert, der sich mit einer Reaktion auf die Konzilsausschreibung befassen sollte. Ihm gehörten Repräsentanten aller anwesenden protestantischen Stände an, also nicht nur Bundesmitglieder.
Anschließend rief der kursächsische Kanzler Gregor Brück die Bundesmitglieder zu einer Plenumssitzung zusammen. Er schlug vor, dass die in Schmalkalden anwesenden Theologen ihre Lehrstreitigkeiten klären sollten. Kursachsen strebte an, den eigenen Bekenntnisstand für die Bundesmitglieder verbindlich zu machen, und dazu hatte man Luthers Schmalkaldische Artikel mitgebracht. Aber der Straßburger Jakob Sturm ließ die sächsische Initiative ins Leere laufen und wurde dabei durch Philipp von Hessen unterstützt. Sturm argumentierte, das Bündnis habe bereits die Confessio Augustana als Lehrgrundlage, die dem Kaiser überreicht worden sei. Das Konzil sollte nicht mit neuen Lehrartikeln, sondern im Rückgriff auf die Confessio Augustana vorbereitet werden. Kanzler Brück ging darauf ein – er gab die Schmalkaldischen Artikel preis und erinnerte stattdessen an die Wittenberger Konkordie, in der oberdeutsche Theologen 1536 mit Luther in der Abendmahlsfrage einen Konsens gefunden hatten. Die Augustana solle aber in Schmalkalden um Stellungnahmen zum Papstprimat und zur bischöflichen Gewalt ergänzt werden. Am folgenden Tag wurden die Delegationen der Protestanten, die nicht zum Schmalkaldischen Bund gehörten, über die Entscheidung der Schmalkaldener informiert. Alle Theologen wurden ins Rathaus geladen und beauftragt, eine Ergänzung zur Augustana in der Papst- und Bischofsfrage zu erarbeiten. Außerdem sollte ein Kommentar zur Confessio Augustana mit Bibel- und Kirchenväterzitaten erstellt werden. Damit waren sie bis zum 24. Februar beschäftigt und nahmen an den sonstigen Beratungen nicht mehr teil. Die Zusammenstellung von Kirchenväterzitaten musste abgebrochen werden, da die erforderlichen Bücher in Schmalkalden nicht vorhanden waren.

Der Tractatus über die Autorität von Papst und Bischöfen war kein Gemeinschaftswerk. Er stammte von Melanchthon und wurde von 33 Theologen unterzeichnet. 
Veit Dietrich fertigte während des Bundestages eine Übersetzung des Tractatus ins Deutsche an. Die Confessio Augustana und die Apologie als deren autorisierter Kommentar wurden am 24. Februar ebenfalls unterschrieben.
In Schmalkalden scheiterten 1537 die kursächsischen Bestrebungen, alle anwesenden Protestanten auf die Wittenberger Theologie zu verpflichten, am hessisch-oberdeutschen Widerstand. Johannes Bugenhagen machte aber den Versuch, die Schmalkaldischen Artikel in der Theologenrunde noch einmal vorzulegen. Sie galten nun nicht als mögliches Bekenntnis des Bundes, sondern als Privatbekenntnis Luthers, wegen dessen schwerer Erkrankung als sein theologisches Testament. 24 Theologen unterschrieben und erklärten sich so quasi mit Luther solidarisch. Einige prominente Namen fehlten aber in der Unterschriftenliste: Martin Bucer, Ambrosius Blarer, Paul Fagius, Bonifacius Wolfhart.

### Kriegsplanungen
Am 11. und am 13. Februar 1537 verständigten sich die Fürsten und Städteboten in Ausschuss 2 auf ein Bedrohungsszenarium: den kaiserlich-kurfürstlichen Friedensbemühungen sei nicht zu trauen, man müsse auf alles vorbereitet sein und die eigene Verteidigungsfähigkeit stärken. Karl V. plane nach einem Friedensschluss mit Frankreich den Militärschlag gegen die protestantischen Territorien und Städte. Die Städteboten erhielten diese Information als Zeichen des Vertrauens und unter der Bedingung strikter Geheimhaltung. Am Nachmittag des 13. Februar schlug der hessische Landgraf vor, das eigene Bündnis militärisch zu stärken, indem die Hilfeleistung erhöht würde.
Am 15. Februar sprach Reichsvizekanzler Held nachmittags vor den versammelten protestantischen Ständen. Am 16. Februar hatte er ein Gespräch mit dem sächsischen Kurfürsten, der wiederum am 17. Februar die Mitglieder des Schmalkaldischen Bundes von den Inhalten des Gesprächs in Kenntnis setzte. Der Ulmer Städtebote fasste das so zusammen, dass jetzt „der unfriden (…) vor der thur ligt.“ Die Städte sollten sich auf die Anwerbung von Söldnern vorbereiten.
Nachdem die Finanzlage des Bundes festgestellt worden war, beschloss der Ausschuss 2 am 19. Februar, die zugesagte Hilfe zu erhöhen und insbesondere die Stadt Augsburg zu unterstützen, falls sie bei Durchführung reformatorischer Veränderungen in Bedrängnis geriete. Die Finanzmittel aus der Kleinen Anlage, die von allen Bundesmitgliedern eingezahlt wurden, sollten in Zukunft zur Anwerbung und Entlohnung von Söldnerführern verwendet werden. Diese Söldnerführer waren in der Lage, im Bedarfsfall schnell Truppen aufzustellen. Indem der Bund sie für zwei oder drei Jahre unter Vertrag nahm, beugte er außerdem ihrer Anwerbung durch die altgläubige Seite vor. Noch am gleichen Abend stimmten auch die Städte zu, die keinen Vertreter im Ausschuss hatten. Obwohl einige Mitglieder gegen die Aufstockung der Finanzmittel für Kriegsrüstungen waren, wurde dies beschlossen.

## Die Gegenseite auf dem Schmalkaldischen Bundestag

### Peter van der Vorst, päpstlicher Nuntius
Der päpstliche Nuntius Peter van der Vorst (Vorstius) reiste nach Schmalkalden, um für das Konzil in Mantua zu werben. Dabei entstand für die Hauptleute des Schmalkaldischen Bundes das Problem, wie sie mit dem Nuntius umgehen sollten, ohne den Papst und seine Machtanspruch implizit zu akzeptieren und damit bereits im Vorfeld des Konzils Zugeständnisse zu machen.
Johann Friedrich von Sachsen gewährte Vorst am 25. Februar 1537 eine Audienz und nahm zwei päpstliche Schreiben entgegen, die er aber ungelesen auf einen Tisch legte, bevor er sich mit seinen Räten zurückzog. Er kam nicht wieder; die Räte erklärten dem wartenden Nuntius schließlich, der Kurfürst habe sich ins Rathaus begeben, um eine gemeinsame Position aller Bundesgenossen abzustimmen. Denn die beiden Schreiben seien ja nicht an ihn allein, sondern an alle Mitglieder des Bundes gerichtet. Inzwischen solle der Nuntius die beiden Dokumente wieder an sich nehmen. Für Vorst war das ein Affront. Er beharrte darauf, dass der Kurfürst die Dokumente entgegengenommen hätte. Die sächsischen Räte kritisierten dies als eine „Welsche Practik“, die man in Kursachsen nicht kenne. Der Nuntius nahm die Dokumente aber nicht zurück und ging empört fort.
Die Zurückweisung des Nuntius durch den hessischen Landgrafen fiel noch provokanter aus. Philipp schlug die Bitte um eine Audienz ab, da er gerade sehr beschäftigt sei. Genau zu der Zeit, in der die Audienz hätte stattfinden sollen, besuchte er dann Luther, und zwar so, dass der Nuntius diesen Krankenbesuch von seiner Herberge aus beobachten konnte.

### Matthias Held, kaiserlicher Vizekanzler

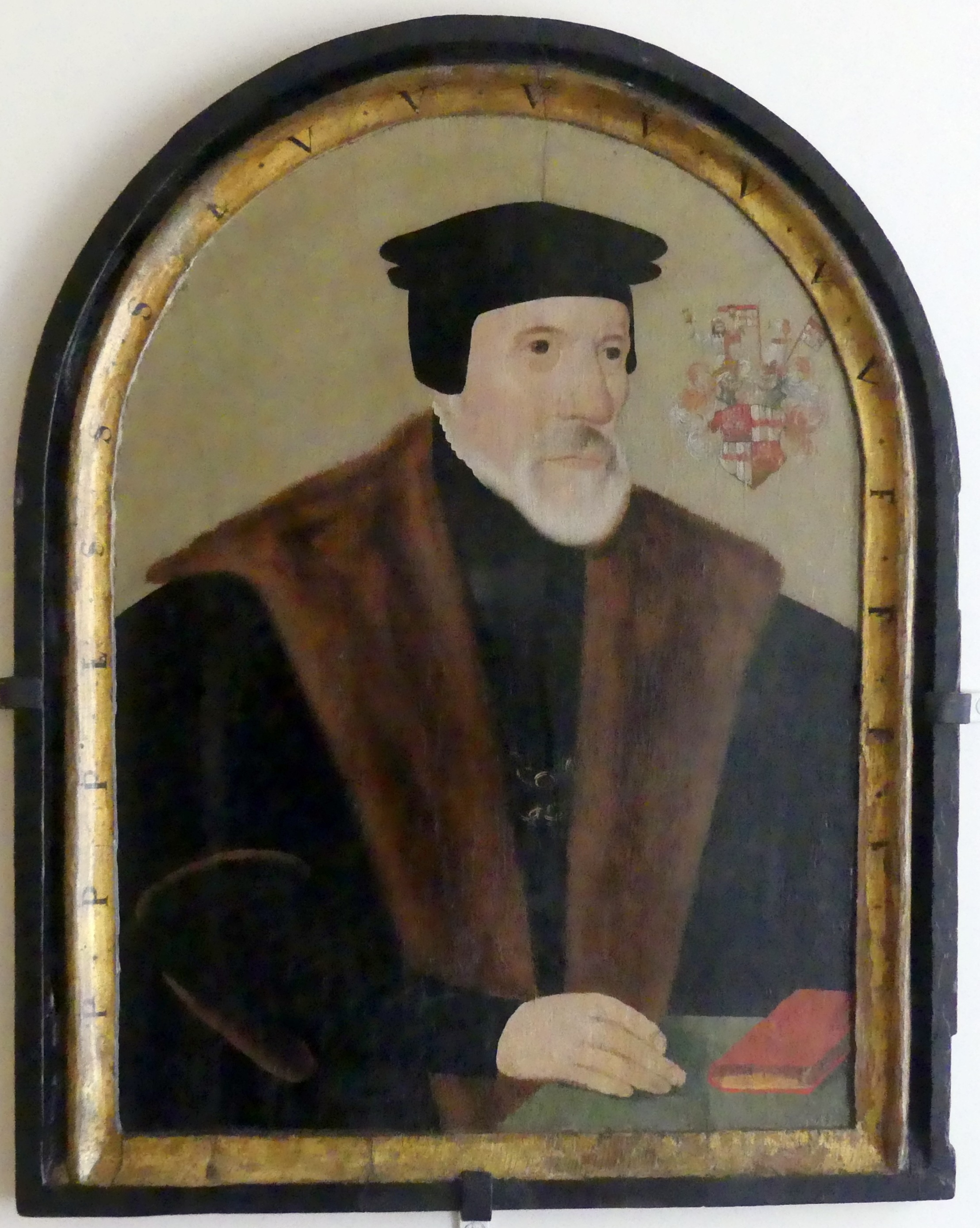
Matthias Held (Anonym, 1563, Museum für Franken)

Karl V. schickte den Vizekanzler Matthias Held als seinen Gesandten auf den Schmalkaldischen Bundestag. Das war, so Jan Martin Lies, keine glückliche Wahl. Held war ein ausgewiesener Fachmann für Prozesse vor dem Reichskammergericht, aber in Schmalkalden hätte ein Diplomat mehr ausrichten können. Denn es ging für die Habsburger auch um die militärische Unterstützung gegen das Osmanische Reich und gegen Frankreich, schließlich um die vom Kaiser erwünschte Teilnahme der Protestanten am geplanten Konzil von Mantua. Die Kammergerichtsprozesse waren nur ein Thema neben anderen.
Held beabsichtigte nur ein Gespräch mit dem Kurfürsten und dem Landgrafen, war dann aber bereit, nach Schmalkalden zu kommen und am 15. Februar eine Rede vor dem Plenum zu halten. Diese Rede war für die Hörer in mehrfacher Hinsicht alarmierend:
- Held unterschied grundsätzlich zwischen den protestantischen Ständen, denen 1532 im Nürnberger Religionsfrieden Duldung zugesichert worden war, und den danach dem Schmalkaldischen Bund beigetretenen Ständen (zum Beispiel Augsburg), die aus seiner Sicht nicht unter diesem Schutz standen. Der Kaiser akzeptiere Beitritte zum Schmalkaldischen Bund nach 1532 nicht.
- Held stellte Frankreich als Erbfeind des Reiches dar und prangerte Kontakte zwischen den Bundesmitgliedern und König Franz I. an. Der Kaiser wünschte militärische Unterstützung durch die Protestanten, aber Held bot ihnen nichts an, was sie dazu motiviert hätte.
- Die Protestanten erwarteten von Held eine klare Definition dessen, was Religionssachen seien. Aber Held zog sich darauf zurück, der Kaiser habe keine Akteneinsicht, das Reichskammergericht sei mit guten Richtern besetzt, und man solle sie ihre Arbeit ungehindert tun lassen.

Die Schmalkaldener Bundesverwandten antworteten darauf mit ihrer eigenen Definition von Religionsprozess. Wenn zum Beispiel aus einem Kloster ein Teil der Mönche austräte und die Obrigkeit das Kloster daraufhin aufhöbe und das Klostergut einzöge, so hätten altgläubig gebliebene Mönche dieses Klosters nicht das Recht, auf Rückgabe des Klosterguts zu klagen, denn dies sei eine Religionssache. Sinn machte ihre Argumentation nur unter der Voraussetzung, dass Klosteraustritt und Klosteraufhebung richtig und evangeliumsgemäß seien, Widerstand dagegen Halsstarrigkeit. Das war für Held als Katholiken natürlich abwegig. Dieses Aneinander-Vorbeireden ist nach Martin Heckel kennzeichnend für den damaligen Konfessionsstreit: Beide Konfessionen setzten ihr Normsystem und Rechtsverständnis absolut und versuchten, es der Gegenseite aufzunötigen oder (wenn das nicht möglich war) ihr die eigene Rechtsansicht als „Kuckucksei“ unterzuschieben.
Der Beitritt zum Schmalkaldischen Bund war aus der Sicht der Bundesmitglieder eine Glaubens- und Gewissensfrage, die deshalb vom Kaiser nicht untersagt werden könne, auch würden sie ein solches Verbot niemals akzeptieren.
Der Vizekanzler antwortete mit einer Replik, die Schmalkaldener darauf mit einer Duplik, die vom kursächsischen Kanzler Brück, Johann Feige von Lichtenau (Hessen), Jacob Sturm (Straßburg) und Levin von Emden (Magdeburg) erarbeitet worden war. Neues hatte man sich nicht zu sagen, auch ging man auf die Argumente der Gegenseite nicht wirklich ein, sondern nutzte die Gelegenheit, weitere Vorwürfe zu erheben. „Die Gespräche führten wegen der Heftigkeit, mit der die altbekannten Meinungen hier aufeinander prallten, zu Misstrauen und einer erheblichen Verschlechterung der politischen Atmosphäre innerhalb des Reiches.“
So belastet, wie die Gesprache nun waren, war es für Held aussichtslos, den Schmalkaldischen Bundesverwandten die Militärhilfe gegen das Osmanische Reich als Christenpflicht plausibel zu machen. Die Bundesmitglieder erklärten, die Türkenhilfe erfordere nach altem Herkommen einen Reichstagsbeschluss; dass zur Einberufung des Reichstags keine Zeit sei, ließen sie nicht gelten. Damit war die Türkenhilfe verfassungsrechtlich korrekt abgelehnt. Zugleich ließ die protestantische Seite durchblicken, dass sie nicht die Letzten wären, dem Kaiser Militärhilfe zu leisten, wenn er ihnen zuvor Sicherheit versprochen hätte. Die Sicherheit des Nürnberger Religionsfriedens war durch die Darlegungen Helds eher entwertet worden.

## Bundesabschied (6. März 1537)
Wenige Tage vor dem Ende eines Schmalkaldischen Bundestags wurde einigen Delegierten die Formulierung des jeweiligen Bundesabschieds übertragen. Der Entstehungsprozess dieser Dokumente lässt sich nicht im Einzelnen erhellen. Alle Themen, die bei der Ausschreibung bzw. bei der Eröffnung genannt wurden, begegnen im Bundesabschied wieder, aber darüber hinaus zusätzliche Themen, die während der Verhandlungen neu aufgetaucht waren. In Schmalkalden 1537 war dies die Frage des Umgangs mit dem Kirchengut. Die scharfe Kritik des kaiserlichen Gesandten Held an der Beraubung der Kirchen hatte nämlich offengelegt, dass bei der Einziehung von Kirchen- und Klostergut und besonders bei der Verwendung der Gelder Willkür herrschte. Nun wurde festgelegt: Die Verwendung des Kirchenguts sollte unter Aufsicht gestellt werden, damit es nicht verschleudert wurde. Wer diese Aufsicht ausübte, blieb allerdings offen. Das Kirchengut sollte dem Erhalt der Kirchengebäude, der Pfarrbesoldung, dem Schulwesen sowie der Armen- und Krankenfürsorge dienen.
Der in Schmalkalden von Melanchthon erstellte Tractatus über den Papstprimat und die Macht der Bischöfe erhielt im Bundesabschied den Rang einer offiziellen Bekenntnisschrift, ebenso wie die Confessio Augustana und die Apologie der Confessio Augustana. Es wurde außerdem versichert, die Schmalkaldischen Artikel stimmten mit „unser confession und apologia, die wir uf dem reichstage haben ubergeben“ überein. Die Formulierung „unser confession“ ließ sich aber weiterhin, wenn man wollte, auf die Confessio Tetrapolitana beziehen, die auf dem Augsburger Reichstag 1530 von einer Gruppe oberdeutscher Städte um Straßburg übergeben worden war. Die politische Einheit der Bundesverwandten hatte 1537 in Schmalkalden Vorrang, die feinen theologischen Unterschiede zwischen Wittenbergern und Oberdeutschen traten in den Hintergrund.
Das Ergebnis der Schmalkaldener Zusammenkunft war eine schroff antirömische Positionierung des Bundes. Geschlossen lehnte man das vom Papst nach Mantua einberufene Konzil ab, verweigerte dem Kaiser die Reichstürkenhilfe und blockierte eine Einigung über die Definition von Religionssachen am Reichskammergericht.